# Cueva Negra
La cueva Negra (estrecho de La Encarnación, Caravaca de la Cruz, Región de Murcia, España) es una cavidad de 12 m de ancho en su apertura que se extiende 12 m en su interior. En la misma se han hallado desde 1990 yacimientos con restos de homínidos que se remontan a un antigüedad no inferior a 780 000 años y que podría alcanzar los 990 000, en el Calabriense (Pleistoceno temprano), y numerosos indicadores climáticos y de la fauna y la flora de la época. Su importancia recae en el hallazgo de dos huesos y seis dientes humanos, probablemente de Homo heidelbergensis, antepasado directo de Homo neanderthalensis. Asimismo, se han hallado antiquísimos restos de una hoguera, que podrían corresponder, probablemente, al hogar más antiguo de Europa, según el arqueólogo Mariano López, uno de los directores de la excavación de 2013.
Entre los hallazgos destacables se encuentra un bifaz en piedra caliza que podría ser el más antiguo de Europa con una antigüedad de entre 760 000 y 900 000 años y que, por tanto, se le atribuiría a un Homo sp., anterior a H. Heidelbergensis.
Michael Walker, profesor de Antropología de la Universidad de Murcia, es el coordinador científico del proyecto de excavación de la Cueva Negra de 2013, así como el de la sima de las Palomas (Torre-Pacheco).